# Edgar Heiliger
Edgar Heiliger (* 18. Oktober 1887 in Gent; † 22. März 1957 in Neuwied) war ein deutscher Verwaltungsbeamter, Landrat und NSDAP-Kreisleiter (1931/1945) des Kreises Mayen (1933/45).

## Leben

### Herkunft und Werdegang
Edgar Heiliger war ein Sohn des Cafetiers Friedrich Fritz August Matthias Heiliger und dessen Ehefrau Hermina Heiliger, geb. Onstein. Heiliger besuchte zunächst bis zu seinem 16. Lebensjahr eine Schule in Ostflandern und nach der Rückkehr des Vaters nach Deutschland bis zur Obersekunda das Gymnasium in Andernach. Ab etwa 1905 arbeitete er als Dreher und Schlosser in England. Später nahm er ein Studium an der Universität Brüssel und der Faculté polytechnique de Mons im Bergwesen auf und darauf folgend eine geschäftsführende Position in England bis 1914. Nach der Teilnahme am Ersten Weltkrieg vom 2. August 1914 bis zum 30. Juni 1918 im deutschen Heer, die ihm den Erwerb der deutschen Staatsangehörigkeit ermöglichte, kehrte er nach Andernach zurück.
Von 1919 bis 1921 als Dolmetscher im Dienst der Stadt Andernach, im Rahmen der Kontakte zu der amerikanischen Besatzungsbehörde stehend, war Heiliger nachfolgend in Andernach als Syndikus im Einzelhandel bzw. als Versicherungsvertreter tätig. Seit 1929 Stadtverordneter von Andernach und im Weiteren Verkehrsdezernent war er dort zudem Generalvertreter einer Versicherung sowie Vorsitzender des Verbandes der gewerblichen Wirtschaft.

### 1931 bis 1945
In Andernach trat Heiliger zum 1. Juli 1931 in die NSDAP ein (Mitgliedsnummer 576.972) und wurde dort anschließend auch Ortsgruppenführer sowie Gaufachberater für den Mittelstand des Gaus Koblenz-Trier. Bedeutender war die Stellung als NSDAP-Kreisleiter für den Kreis Mayen und zugleich Kreiskommunalfachberater, die er von Beginn an bekleidete. Im Jahr 1932 versuchten SA und SS, unter dem Vorwurf er sei ein „Reaktionär“, Heiliger als Kreisleiter abzusetzen. Zumindest im September 1940 verwaltete Heiliger auch den Kreis Ahrweiler als Kreisleiter der NSDAP.
Bereits in den ersten Jahren nach seinem Parteieintritt in die NSDAP, 1932 und 1933, bekleidete er in Andernach die Stellung des Ersten Beigeordneten, gehörte dem Kreistag und dem Kreisausschuss des Kreises Mayen an (1933 1. Kreisdeputierter). Vom 14. April bis zum 31. Juli 1934 war er Bürgermeister von Mayen. Zur Bürgermeisterwahl am 1. Mai 1933 hatten sich 57 Kandidaten eingefunden. Die NSDAP ging aus der Stadtratswahl mit 9 von 27 Sitzen als stärkste Fraktion hervor, bei 5 für die SPD und 8 des Zentrums. Zentrum und SPD verweigerten zwar Heiliger ihre Stimme, doch mit denen seiner eigenen Fraktion wurde er zum Bürgermeister gewählt. Zu seinen ersten Anordnungen gehörte die öffentliche Verbrennung sogenannter zersetzender Schriften und Bücher auf dem Mayener Marktplatz, er selbst gab dazu eine lange Erklärung ab. Als neues Stadtoberhaupt trug er in das Goldene Buch ein: „Sein heißt kämpfen, leben heißt Siegen“. Nach eigener Aussage 1949 vor der Spruchkammer in Koblenz war Heiliger 1933 zwar auf Druck der Partei, wobei ihn der stellvertretende Gauleiter Reckmann dazu anregte sich um das Bürgermeisteramt zu bewerben, ansonsten aber auf Grund seiner kommunalpolitischen Kenntnisse und fachlichen Eignung in Andernach gewählt worden. Zum Landrat sei er im gleichen Jahr ernannt worden, weil sich der zuvor ernannte Landrat der Aufgabe nicht gewachsen gefühlt und daher ihn vorgeschlagen habe.
Amt und Befugnisse als Landrat setzte Heiliger 1935 im Bestreben ein, den vormaligen Parteikollegen A.F. in eine Irrenanstalt einweisen zu lassen. Zu diesem Zweck ersuchte Heiliger die Andernacher Ortspolizei, den dort wohnhaften Kaufmann A.F. wegen des „Verdachts gemeingefährlicher Geisteskrankheit“ einer einschlägigen Einrichtung zuzuführen. F. selbst war während der ersten Jahreshälfte 1933 Ortsgruppenleiter der NSDAP in Andernach gewesen, habe dann aber erkennen müssen, dass es sich bei den Parteimachthabern um Lumpen handele, die Parteigelder unterschlagen, woraufhin er in großer Zahl parteigerichtlich aktiv wurde (mehr als 200 Verfahren). Heiliger unterlag 1936 vor dem Bezirksverwaltungsgericht. In seinen Bemühungen gegen F. hatte Heiliger dabei eng mit der Gestapo zusammengearbeitet. Andererseits gerieten auch Kreisleiter in den Fokus des SD, so enthielt die Beurteilung des SD-Unterbezirks Koblenz vom 3. September 1938 zu Heiliger den Vermerk, dass er fachlich in Ordnung sei, doch weltanschaulich noch konfessionelle Bindungen zeige.
Nur wenige Monate nach seiner Wahl zum Bürgermeister, folgte am 24. November 1933 die kommissarische Ernennung und Amtseinführung als Landrat in den Kreis Mayen, die definitive Ernennung erhielt Heiliger am 20. Juli 1934 mit Wirkung zum 1. August 1934. Diese Amtsstellung bekleidete er bis zum 12. März 1945. Als 1939 vorübergehend ein anderer Kreisleiter in Mayen durch die Gauleitung bestimmt wurde und Heiliger daraufhin mit seinem Rücktritt als Landrat drohte, wurde die Entscheidung wieder rückgängig gemacht.
Am 27. Mai 1940 veranlasste Heiliger auf Befehl Hermann Görings die Verhaftung der beiden römisch-katholischen Priester Johannes Schulz von Nickenich und Josef Zilliken von Wassenach, nachdem diese auf der Terrasse des Hotels Waldfrieden bei Maria Laach am Laacher See Göring nicht gegrüßt hatten. Am 6. März 1945 wurde Heiliger durch Gauleiter Gustav Simon seiner Funktion als NSDAP-Kreisleiter enthoben. Zu den Gründen gibt es unterschiedliche Darstellungen.
Das Landratsamt selbst befand sich zu diesem Zeitpunkt jedoch bereits mehrere Monate nicht mehr in Mayen. Bei den schweren Bombardements alliierter Luftstreitkräfte vom 12. Dezember 1944 und im Besonderen vom 2. Januar 1945 nahm die Stadt schweren Schaden. Nach dem letzten Angriff war das Landratsamt nach Wehr verlegt worden. Mayen selbst wurde durch den stellvertretenden Bürgermeister Anton Schwindenhammer am 8. März kampflos den anrückenden Soldaten der US-Armee übergeben.

### 1945 bis 1957
In der Nachkriegszeit stellte Heiliger sich bei seiner Rückkehr nach Mayen den Streitkräften der US-Armee. Nach seiner umgehenden Festnahme wurde er in einem Wagen durch die zerstörte Stadt gefahren und der Bevölkerung öffentlich im Schaufenster des Amtssitzes des amerikanischen Kreisdelegierten präsentiert. Nach dieser Vorführung kam er in das Krankenhaus in Niedermendig.
Wie zahlreiche andere NSDAP-Parteikollegen wurde Heiliger anschließend in ein Lager nach Idar-Oberstein gebracht. Seine Internierung dauerte vom 29. Mai 1945 bis zum 23. November 1948, zuletzt war er in Diez untergebracht. Danach wohnte er im Kloster des Johannesbundes (Christkönigshaus) in Leutesdorf, wo er Übersetzungen für die Johannesschwestern anfertigte.

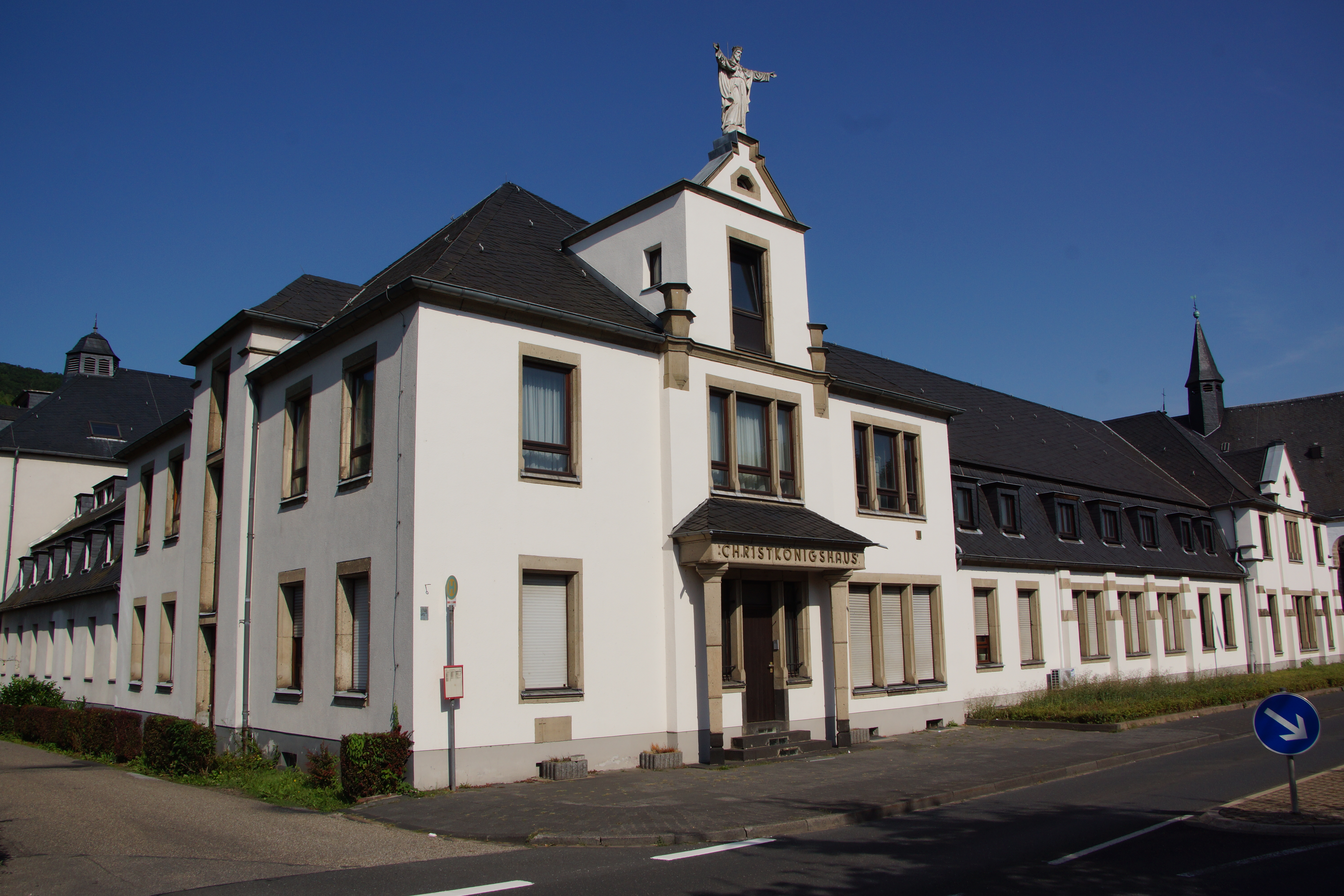
Christkönigshaus

Nach der Klageschrift des Landeskommissar für politische Säuberung im Rahmen des Spruchkammerverfahrens vom 25. Oktober 1948 wurde Heiliger zugutegehalten, „sich zum Wohle der Bevölkerung und bisweilen sogar Andersdenkender eingesetzt zu haben“:

„Wenn er auch Aktivist und Nutznießer im erheblichen Maße gewesen ist, so gehört er [Anm. Heiliger] doch zu den Kreisleitern, die immerhin in manchen Fällen ein menschliches Empfinden an den Tag gelegt haben. Außer den voraufgeführten Fällen können ihm keine judenfeindlichen Aktionen oder Tatsachen nachgewiesen werden und dass er gegen die feindliche Handlungen unternommen hat. Es sind auch keine Tatsachen bekannt geworden, dass er Leute ins KZ gebracht hat, oder dass Verhaftungen von Nazi-Gegnern durch ihn veranlasst worden sind. Auf Grund seiner führenden Stellung in der NSDAP, seiner Aktivität und Nutznießerschaft wäre er in die Gruppe der Hauptschuldigen einzustufen, infolge der vorstehend, zu seinen Gunsten sprechenden Tatsachen erschien es gerechtfertigt, ihn in die Gruppe der Belasteten einzustufen.“

In dem darauf folgenden Urteil vom 12. Dezember 1949 der Spruchkammer I Koblenz, erhielt er als Minderbelasteter ein Strafmaß von drei Jahren zur Bewährung. Nach einer Revision entschied die Rechtsmittelabteilung der Spruchkammer Koblenz in ihrem Urteil vom 3. November 1950 Heiliger der Personengruppe als Belasteter zuzurechnen, ferner auf eine zweijährige Internierungshaft, die jedoch als bereits abgegolten gewertet wurde. Die Spruchkammer stellte dabei fest, dass Heiliger die Verfolgungsmaßnahmen gegen die jüdische Bevölkerung als Kreisleiter leitete.
Ein Heiliger aus seinen Verwaltungstätigkeiten zuerkanntes Ruhegehalt von 120 DM wurde am 11. September 1951 durch einen Gnadenerweis des rheinland-pfälzischen Ministerpräsidenten Peter Altmeier auf 200 DM erhöht.

## Politisches, Mitgliedschaften und Auszeichnungen
- Vor 1931 Mitglied der Bürgerpartei (später auch „Volksblock“ genannt), der DNVP und des Stahlhelms[7]
- 1933–1945 Kreisführer des Roten Kreuzes[7]
- Nationalsozialistisches Fliegerkorps (NSFK) 1937 bis 1945[18]
- Reichsbund der deutschen Beamten seit 1936[18]
- DAF Eintritt unbekannt[18]
- NSV 1933 – 1945[18]
- VDA seit Gründung – 1945[18]
- Reichskolonialbund seit Gründung – 1945[18]
- 1941 Dienstabzeichen[18]
- Kriegsverdienstkreuz I. und II. Klasse mit Schwertern[18]
- Luftschutzehrenzeichen[18]
- Titel „Oberbereichsleiter der NSDAP“[18]
- Kreuz des DRK[18]

## Familie
Edgar Heiliger heiratete am 30. April 1921 in Andernach Carola Elisabeth Regina Josten (* 2. Oktober 1892 in Andernach; † 12. Mai 1980 in Bad Neuenahr). Die Ehe blieb kinderlos. Angeblich aus Verärgerung über eine Verdopplung der Kirchensteuer trat Heiliger 1944 aus der Evangelischen Kirche aus.